# Célula mesangial
As células mesangiais são células encontradas no mesângio do corpúsculo renal. Possuem um formato irregular e presença de microfilamentos de actina e miosina em seu citoplasma, dando as essas células, a capacidade de contração. Também dá suporte estrutural ao glomérulo, faz a fagocitose das substâncias estranhas retidas na barreira de filtração e produzem endotelinas que são responsáveis pela contração das arteríolas eferentes e aferentes.